# Segregación por edad
La segregación por edades es una separación de gente basada en su edad y puede ser observada en muchos aspectos de la sociedad moderna.
La segregación por edades, al ser estudiada en los Estados Unidos, ha sido achacada a procesos de industrialización y urbanización en la sociedad. El fenómeno, que incluye el alejamiento entre las generaciones de padres e hijos, se da también de forma institucionalizada, con segregación por edades en escuelas, estratificación educativa entendida como algo natural en la actualidad, si bien históricamente no siempre ha sido así.
Hay autores que proponen, en lo relativo a la segregación residencial de personas ancianas, que estas encontrarían satisfacción en un entorno segregado, que facilitaría el establecimiento de relaciones de amistad, si bien a este tipo de modelo residencial también se le han atribuido circunstancias como el aislamiento o la invisibilidad social. Hay estudios informales de la segregación por edades entre los adolescentes.